# Vaccinium longiporum
Vaccinium longiporum är en ljungväxtart som beskrevs av Schlechter. Vaccinium longiporum ingår i Blåbärssläktet, och familjen ljungväxter. Inga underarter finns listade i Catalogue of Life.